# Kanton Château-Gontier-Est
Château-Gontier-Est is een voormalig kanton van het Franse departement Mayenne. Het kanton maakte deel uit van het arrondissement Château-Gontier. Het werd opgeheven bij decreet van 21 februari 2015 met uitwerking op 22 maart  2015.

## Gemeenten
Het kanton Château-Gontier-Est omvatte de volgende gemeenten:
- Azé
- Château-Gontier (deels, hoofdplaats)
- Fromentières
- Ménil
- Saint-Fort